# Cyathissa dulcinia
Cyathissa dulcinia là một loài bướm đêm trong họ Noctuidae.